# Kharagpur
Kharagpur fou un estat tributari protegit al sud del Ganges al districte de Monghyr (Bihar). Al segle XVIII abraçava 24 parganes.
La nissaga reial fou fundada per un militar rajput, un soldat de fortuna que va enderrocar als originals propietaris khetauris per un acte d'alta traïció i, durant el regnat de Jahangir, el seu fill i successor va reforçar la seva posició convertint-se a l'islam i agafant muller entre la zanana imperial. Al segle XVIII amb la caiguda de l'Imperi mogol va esdevenir de fet independent encara que nominalment dependent del nawab de Bengala. Després de l'establiment del domini britànic a Bengala el 1765, els dominis dels rages de Kharagpur van esdevenir un zamindari, i foren progressivament venuts a trossos per pagar els retards en els pagaments de les taxes; la part principal fou comprada pel maharaja de Darbhanga.